# Stenopogon elongatissimus
Stenopogon elongatissimus är en tvåvingeart som beskrevs av Efflatoun 1937. Stenopogon elongatissimus ingår i släktet Stenopogon och familjen rovflugor. Inga underarter finns listade i Catalogue of Life.